# Merry-sur-Yonne
Merry-sur-Yonne és un municipi francès, situat al departament del Yonne i a la regió de Borgonya - Franc Comtat. L'any 2007 tenia 218 habitants.

## Demografia

### Població
El 2007 la població de fet de Merry-sur-Yonne era de 218 persones. Hi havia 96 famílies, de les quals 28 eren unipersonals (16 homes vivint sols i 12 dones vivint soles), 44 parelles sense fills, 16 parelles amb fills i 8 famílies monoparentals amb fills.
La població ha evolucionat segons el següent gràfic:
Habitants censats

### Habitatges
El 2007 hi havia 219 habitatges, 101 eren l'habitatge principal de la família, 106 eren segones residències i 12 estaven desocupats. 215 eren cases i 2 eren apartaments. Dels 101 habitatges principals, 88 estaven ocupats pels seus propietaris, 4 estaven llogats i ocupats pels llogaters i 9 estaven cedits a títol gratuït; 1 tenia una cambra, 11 en tenien dues, 23 en tenien tres, 26 en tenien quatre i 39 en tenien cinc o més. 60 habitatges disposaven pel capbaix d'una plaça de pàrquing. A 59 habitatges hi havia un automòbil i a 29 n'hi havia dos o més.

### Piràmide de població
La piràmide de població per edats i sexe el 2009 era:
| Homes | Edats   | Dones |
| ----- | ------- | ----- |
| 0     | 95 o +  | 0     |
| 0     | 90 a 94 | 0     |
| 0     | 85 a 89 | 0     |
| 4     | 80 a 84 | 0     |
| 4     | 75 a 79 | 4     |
| 8     | 70 a 74 | 4     |
| 16    | 65 a 69 | 16    |
| 8     | 60 a 64 | 0     |
| 8     | 55 a 59 | 8     |
| 20    | 50 a 54 | 0     |
| 12    | 45 a 49 | 8     |
| 0     | 40 a 44 | 4     |
| 4     | 35 a 39 | 16    |
| 0     | 30 a 34 | 4     |
| 0     | 25 a 29 | 0     |
| 0     | 20 a 24 | 4     |
| 0     | 15 a 19 | 0     |
| 20    | 10 a 14 | 4     |
| 0     | 5 a 9   | 8     |
| 4     | 0 a 4   | 0     |

## Economia
El 2007 la població en edat de treballar era de 114 persones, 77 eren actives i 37 eren inactives. De les 77 persones actives 71 estaven ocupades (38 homes i 33 dones) i 6 estaven aturades (5 homes i 1 dona). De les 37 persones inactives 19 estaven jubilades, 6 estaven estudiant i 12 estaven classificades com a «altres inactius».

### Ingressos
El 2009 a Merry-sur-Yonne hi havia 87 unitats fiscals que integraven 209 persones, la mediana anual d'ingressos fiscals per persona era de 18.608 €.

### Activitats econòmiques
Dels 13 establiments que hi havia el 2007, 2 eren d'empreses de fabricació d'altres productes industrials, 2 d'empreses de construcció, 1 d'una empresa de comerç i reparació d'automòbils, 1 d'una empresa de transport, 3 d'empreses d'hostatgeria i restauració, 1 d'una empresa financera, 2 d'empreses immobiliàries i 1 d'una entitat de l'administració pública.
Dels 2 establiments de servei als particulars que hi havia el 2009, 1 era una fusteria i 1 restaurant.
L'any 2000 a Merry-sur-Yonne hi havia 11 explotacions agrícoles que ocupaven un total de 792 hectàrees.

## Poblacions més properes
El següent diagrama mostra les poblacions més properes.